# مؤسسة الصحارى العالمية
مؤسسة الصحارى العالمية هي منظمة جزائرية غير حكومية ومنظمة حكومية دولية. يقع مقرها الرئيسي في غرداية، الجزائر. مهمتها هي تعزيز التنمية المستدامة للمناطق الصحراوية.
مؤسسة الصحارى العالمية هي إحدى المنظمات المشاركة بشكل مستمر بصفة مراقب في المجلس الاقتصادي والاجتماعي التابع للأمم المتحدة.
أُسِّست المؤسسة في عام 2002. أُنشِأت من قبل السياسي الجزائري ووزير السياحة آنذاك شريف رحماني، كوسيلة لتلقي حصة من الأموال من برنامج الأمم المتحدة الإنمائي المخصصة للمشروع الذي تشرف عليه وزارة الثقافة الجزائرية، وكذلك لتوفير شريك صديق للحكومة، ولكن مستقل رسميًا وغير حكومي لغرض تأمين التمويل الذي لا يُقصد تخصيصه للمؤسسات العامة. ولهذا السبب، تعرضت المؤسسة لانتقادات باعتبارها أداة لإساءة استخدام أموال التنمية واستبعاد منظمات المجتمع المدني المناسبة التي تدعم الحكومة بشكل أقل أو لديها علاقات أقل مع الإدارة الحالية.